# Скотт Ян
Скотт Ян Розенфельд (англ. Scott Ian Rosenfeld; нар. 31 грудня 1963, Нью-Йорк, США) — американський музикант, найбільш відомий як ритм-гітарист, автор текстів і співзасновник треш-метал-гурту Anthrax, в якому він є єдиним постійним учасником. Ян також є гітаристом, автором текстів і одним із засновників кросовер-треш-гурту Stormtroopers of Death, а також ритм-гітаристом метал-гуртів the Damned Things і Mr. Bungle.

## Біографія

### Ранні роки
Скотт Ян  народився 31 грудня 1963 року о 7 ранку в пологовому відділенні лікарні Ямайка в Квінсі, Нью-Йорк, в єврейській родині Барбари та Герберта Розенфельдів. Мав двох молодших братів, рідного Джейсона (який був вокалістом Anthrax протягом короткого періоду на початку 1980-х), і єдинокровного Шона. Ян відвідував Бейсайдську вищу школу разом з однокласниками (і майбутніми учасниками гурту Anthrax) Деном Лілкером і Нілом Турбіним.
Концерт Kiss, на якому Скотт Ян був у Медісон-Сквер-Гарден 1977 року, справив на нього величезний вплив, і він неодноразово висловлював свою любов до цього гурту, одного разу з'явившись в епізоді фільму Скарб Сім'ї Джина Сіммонса, в якому він відвідав його дім і розповів про вплив гурту Kiss на його життя і кар'єру. В подальшому Ян зазнав впливу британських хеві-метал-гуртів, таких як Black Sabbath, Iron Maiden, Motörhead і Judas Priest, а також панк-рок-гурту Ramones. Музичний стиль його гри і написання пісень, включаючи швидкі альтернативні перебори, також значною мірою сформувався під впливом німецького метал-гурту Accept.
Ян стверджує, що Малкольм Янг, Рудольф Шенкер і Джонні Рамон справили на нього найбільший вплив на те, щоб стати гравцем на ритм-гітарі.

### Anthrax
Як один із засновників гурту Anthrax, Ян допоміг створити треш-метал у середині 1980-х разом із Megadeth, Slayer та Metallica. Йому належить ідея співпрацювати з реп-гуртом Public Enemy, виконавши кавер на їхню пісню «Bring the Noise» у 1991 році. Цей запис вважається основоположним для реп/рок жанру. У 2005 році Ян був запрошений Чаком Ді з Public Enemy виконати з ними пісню «Bring the Noise» в рамках їхнього включення до Залу слави хіп-хопу на VH1. Він також приєднався до Public Enemy в турі Rock the Bells у 2007 році.

## Особисте життя
У 1980-х роках Ян був одружений зі своєю шкільною подругою Мардж Гінзбург. Шлюб закінчився розлученням.
У 2011 році одружився зі співачкою Перл Едей, прийомною донькою співака Міта Лофа. У них є одна дитина.
Ян є фанатом Нью-Йорк Янкіз і захоплюється сноубордингом. Він грає в покер і є онлайн-профі на UltimateBet; він зайняв 637 місце в Головній події Світової серії покеру 2009 року, забравши додому $21 365. Він також є фанатом медіафраншизи «Зоряний крейсер «Галактика»» і написав численні блоги про шоу, навіть з'явився на червоній килимовій доріжці фіналу серіалу; він також грав на гітарі в саундтреку до фільму План  - фільму, знятого за мотивами серіалу «Зоряний крейсер «Галактика»», що вийшов на DVD-диску. Він є фанатом телесеріалу «Доктор Хто». Ян є прихильником хіп-хопу та репу, особливо Public Enemy та Run-DMC. Відомо, що він носив футболки Public Enemy під час виступів наприкінці 1980-х років. Він також говорив, що Run-DMC грали з такою ж агресією, як і метал-гурти (які він слухав у той час), і що Run-DMC був групою, яка поставила реп на карту світу.
Він був співвласником хард-рок бару Dead Man's Hand у Лас-Вегасі разом з Джеррі Кантреллом з Alice in Chains.
Ян є палким шанувальником Стівена Кінга і колекціонує перші та лімітовані видання його книг. Ряд пісень Anthrax були натхненні історіями Кінга, такими як «Among the Living» (за мотивами «Протистояння»), «A Skeleton In The Closet» («Здібний учень»), «Lone Justice» і «Breathing Lightning» (серія «Темна вежа»).

## Обладнання

### Гітари
- Jackson Scott Ian Signature T-1000 Soloist[16]
- Jackson custom T-1000 Randy Rhoads
- Jackson custom «NOT» Soloist
- Jackson Adrian Smith San Dimas Dinky
- Gibson Flying V (1982, Used in the studio)
- Gibson «Thunderhorse» Explorer (Used at Download Festival 2011 with The Damned Things)
- Jackson JJ1 (USA-made, Seymour Duncan JB And Jazz pickups, Alder or Korina body with maple neck)
- Jackson JJ2 (USA-Made, Seymour Duncan El-Diablo pickups and a killswitch, alder body with maple neck or mahogany body with mahogany neck)
- Jackson JJ4 (Lower-end model, Asian-Made, with Duncan Designed pickups and a killswitch)
- Jackson JJ5 (5-string Baritone)
- Jackson Custom «NOT» Telecaster
- Charvel Surfcaster (with Seymour Duncan Humbucker in the Bridge Position and the stock Chandler Lipstick pickup in the angled Neck position: Main guitar for the Sound of White Noise era)
- Jackson Randy Rhoads (1982)
- Washburn SI75TI (Used Washburn from 2004–2009)
- Washburn WV540VASI
- Washburn WV40VASI
- Washburn SI60MW
- Washburn SI61G
- ESP M-100FM
- ESP Custom M-II and Telecasters (1985–1989)
- ESP TE-230SI (Signature model based on Scott Ian's red ESP Telecaster in the mid-to-late 1980s. Japan only)
- Seymour Duncan J.B. pickups
- Seymour Duncan El Diablo (Scott Ian custom shop pickups)
- D'Addario .9-.42
- D'Addario & DR Strings .10-.52
- DR Strings .18-.56 (for JJ-5)
- Dunlop Tortex .88mm Picks

### Ефекти
У футлярі для стійки:
- Fortin Zuul Noise Gate
- MXR EVH Eddie Van Halen Phase 90[17]
- MXR Carbon Copy Analog Delay[18]
- MXR M-135 Smart Gate (x3)[19]
- CAE MC402 Boost/Overdrive[20]
- TC Electronic Corona Chorus[21]

На підлозі:
- CAE MC404 Wah[22]
- DigiTech WH-2 Whammy[23]
- Boss TU-3 Tuner[24]

Інші:
- BBE 462 Sonic Maximizer
- DigiTech Black 13 distortion pedal
- DigiTech XMC chorus pedal
- TC Electronic Booster+ Line Driver & Distortion
- Korg DTR-1 Tuner
- Rocktron HUSH IIC
- Samson UHF Synth 6 Wireless

## Дискографія

### Stormtroopers of Death
- Speak English or Die (1985)
- Live at Budokan (1992)
- Bigger than the Devil (1999)
- Rise of the Infidels (2007)

### Mr. Bungle
- The Raging Wrath of the Easter Bunny Demo (2020)
- The Night They Came Home (2021)

### Як запрошений музикант
- M.O.D. — U.S.A. for M.O.D. (1987): продюсер, бек-вокал, акустична гітара
- Killingculture — Killingculture (1997): продюсер, мікшування, ритм-гітара
- Tricky ‎— Angels With Dirty Faces (1998): гітара
- Браян Посен — Live In: Nerd Rage (2006): гітара
- Necro — «Evil Rules» (з альбому Death Rap) (2007): гітара